# 徐芳 (明朝)
徐芳（？—17世紀），字仲光，江西建昌府南城縣人，明朝、南明政治人物。

## 生平
崇禎十二年（1638年）舉江西鄉試第二名，次年（1639年）聯捷進士，授澤州知州，政績治行第一，陞吏部驗封主事。
隆武帝繼位，調任他為吏部文選司主事，下詔說：「朕真心為救民殺虜，從前的錯誤都是因為所託非人。你在銓曹負責職典，為國選擇賢能，何止勝過數萬士兵。」他首先推薦揭重熙、傅鼎銓，適逢有人彈劾揭重熙守州時之事，他向曾櫻辯白，薦任其為江西巡撫獲准。
其後汪觀請求起用劉中藻、李蘧、宗室朱議漎同撫浙江，曾櫻反對，汪觀指責其誤國。徐芳說明曾櫻是秉國的重臣，要地應該參與討論，浙西地方用兵多設一官反而累贅，三人並任不適合，不獲理會。林蘭友巡按江西回歸，參奏曾櫻、楊廷麟、萬元吉，他斥責對方奸邪陷害正人，降任其為光祿錄事。小人怨恨他，指他和湯來賀是西黨人，很快改任編修，留守延平府。福京失守，他和李長世、楊天宰、石鏡、柯荔標、陸彥龍、袁繼袞一同入山出家。

## 親屬
父徐德耀，以孝友聞名。

## 引用
1. ↑  清康煕十九年補修本《南城縣志·卷之十一》
2. ↑  乾隆《建昌府志·卷二十九·選舉表》：（崇禎）十二年己卯科（舉人） （南城）徐芳
3. ↑  錢海岳《南明史·卷四十四·列傳第二十》：徐芳，字仲光，南城人。父德耀，字養貞，以孝友稱。周朝瑞被逮出餞，從傅冠團練鄉 兵，江西亡為僧。芳，崇禎十三年進士。授澤州知州，以治行第一。遷驗封主事。紹宗即位，調文選，諭曰：「朕實心救民殺虜，至從前僨誤，皆出任使非人。爾職典銓曹，為國擇賢能，奚啻勝兵數萬。」芳首薦揭重熙、傅鼎銓。會有劾重熙守州時事者，言於曾櫻，白其誣。已薦重熙江撫，上可其言。
4. ↑  錢海岳《南明史·卷四十四·列傳第二十》：汪觀請用劉中藻、李蘧、宗室議漎同撫浙，櫻不可。觀論其誤國，芳言櫻秉國鈞重臣，要地故宜參與。浙西方用兵，多設一官加一累，三人未見其可。不從。林蘭友按江歸，疏詆櫻、楊廷麟、萬元吉。芳言奸邪黨比陷正人，降蘭友光祿錄事。小人切齒，謂芳、湯來賀為西黨。尋改編修，留延平。福京亡，與李長世、楊天宰、石鏡、柯荔標、陸彥龍、袁繼袞皆入山。